# Dezful

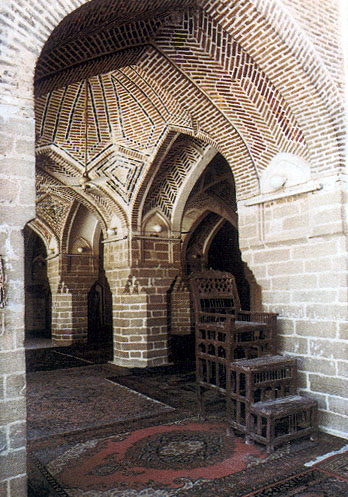
Freitagsmoschee in Dezful

Dezful (persisch دزفول; auch Desful, Dezh-pol) ist eine mehr als 5000 Jahre alte Stadt am Fluss Dez in der Provinz Chuzestan im Südwesten Irans. Zu den besonderen Sehenswürdigkeiten der Stadt gehört eine Brücke aus dem 3. Jahrhundert n. Chr.

## Geschichte
Der Name „Dezful“ leitet sich von den Wörtern „Dezj“ (Festung) und „Pol“ (Brücke) ab, was auf Die Brücke zur Festung oder Befestigte Brücke hinweist. Der ursprüngliche Name der Stadt war 'Dezjpol', doch wurde er nach der Einnahme des Gebietes durch die Araber in Dezful umgeändert, da es in der arabischen Sprache für die Lautkombination zj und den Laut p keine Entsprechung gab; z wurde außerdem zu s.
Nach dem Sieg von Schapur I. über den römischen Kaiser Valerian in der Schlacht von Edessa (260) wurden die römischen Kriegsgefangenen – wie auch beim bekannteren Band-e Kaisar – zur Errichtung der Brücke eingesetzt, die zahlreiche Facetten römischer Bautechnik zeigt.
Es wird außerdem angenommen, dass eine Festung zum Schutze der strategisch bedeutsamen Brücke über den Dez-Fluss errichtet wurde – daher auch der Name – obwohl keine Überreste eines solchen Schlosses gefunden wurden. Interessanterweise heißt der Teil der Altstadt, der an die Brücke grenzt, Ghal’eh (Schloss). In der Mitte des Flusses, nahe der Brücke, kann man die Reste einiger Wassermühlen sehen, die ungefähr aus dem 3. Jahrhundert v. Chr. stammen. Die meisten von ihnen existierten bis zum Beginn des 20. Jahrhunderts. Die zuletzt übrig gebliebene war bis 1985 in Betrieb.
In Dezful wird ein für die Stadt typischer Dialekt, Dezfūlī, gesprochen, der dem Dialekt der Stadt Schuschtar, Schuschtari, ähnelt.

## Geographie
Dezful liegt an der Nord-Süd-Fernstraße von Teheran nach Ahvaz, der Hauptstadt der Provinz. Die Hauptbahnlinie von Teheran zum Persischen Golf ist 15 km von Dezful entfernt und befindet sich auf der gegenüberliegenden Seite des Dez-Flusses.
Die Stadt liegt am Fuße des Zāgros-Gebirges.

## Wirtschaft und Verkehr
Dezful ist das wichtigste Handelszentrum von Nordkhusestan und Markt für die landwirtschaftlichen Produkte der Provinz Lorestan. Die Stadt besitzt ebenfalls eine große Baumwolltextilfabrik und mehrere klein- und mittelgroße Verarbeitungsindustrien. Die 203 m hohe Dez-Talsperre, die 1963 fertiggestellt wurde, liegt 32 km stromaufwärts der Stadt. Das Wasserkraftwerk versorgt die Stadt mit Elektrizität und Wasser und sorgt für die Bewässerung der nahgelegenen Rohrzuckeranbaugebiete.
Die Stadt selbst besitzt keinen Bahnhof. Züge der Transiranischen Eisenbahn halten in der benachbarten Stadt Andimeschk.

### Flughafen Dezful

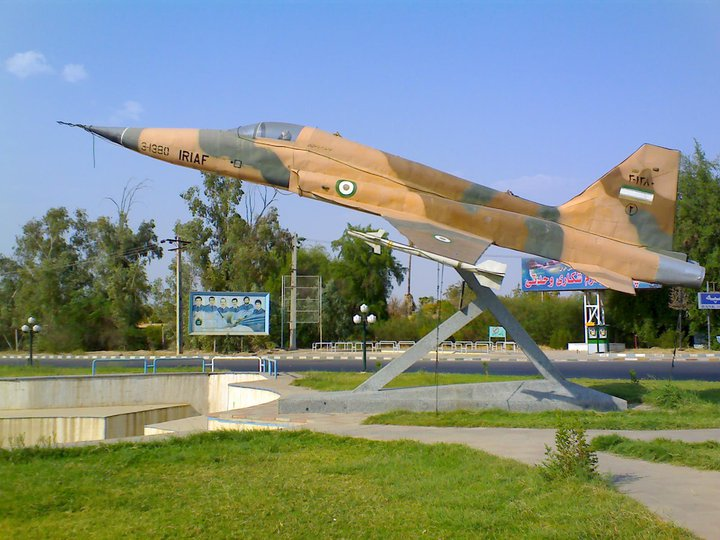
Northrop F-5 in Dezful

Zu Mohammad Reza Pahlavis Zeiten betreuten hier US-Militärexperten das iranische Militär. Im Frühjahr 1966 zogen hier die Piloten von 89 North American F-86 der Luftwaffe (Bundeswehr) in den Diensten von Gerhard Mertins, pakistanische Uniformen an und überführten die Maschinen nach Pakistan, wo von August bis September 1965 der zweite Indisch-Pakistanischer Krieg stattgefunden hatte, weshalb eine Ausfuhrgenehmigung mit korrekter Verbleibsangabe unterblieb.
Der Dezful-Luftwaffenstützpunkt Vahdati ist der vierte Luftwaffenstützpunkt der Iranischen Luftwaffe und wird von Northrop F-5 genutzt. Die Basis wurde in den frühen Stadien des Iran-Irak-Krieges von der irakischen Luftwaffe bombardiert. Zu Beginn des iranischen Neujahrs (Nowruz) gibt es eine jährliche Airshow zur Erinnerung an Kriegshelden. Es findet vom 21. März bis 4. April statt und ist die einzige militärische Flugshow in Iran.
Er wird auch für inländische Passagierflüge genutzt. Es gibt gelegentlich Flugverbote aus Gründen der militärischen Sicherheit. 2007 vereinbarte der Militärkommandant und der Gouverneur von Dezful eine tägliche Flugverbindung nach Teheran durch zwei iranische Fluggesellschaften, Iran Air Tour und Aseman.

## Klima
|                       | Jan  | Feb  | Mär  | Apr  | Mai  | Jun  | Jul  | Aug  | Sep  | Okt  | Nov  | Dez  |   |       |
| Mittl. Tagesmax. (°C) | 17,5 | 20,3 | 25,2 | 32,1 | 39,2 | 44,5 | 46,3 | 45,8 | 42,5 | 35,9 | 26,5 | 19,4 | ⌀ | 33    |
| Mittl. Tagesmin. (°C) | 7,2  | 8,6  | 12,3 | 17,4 | 22,7 | 25,6 | 27,9 | 27,1 | 23,1 | 18,5 | 12,8 | 8,5  | ⌀ | 17,7  |
|                       |      |      |      |      |      |      |      |      |      |      |      |      |   |       |
| Niederschlag (mm)     | 49,8 | 27,6 | 28,3 | 15,3 | 4,8  | 0,4  | 0,1  | 0,0  | 0,1  | 6,6  | 31,9 | 48,5 | Σ | 213,4 |
|                       |      |      |      |      |      |      |      |      |      |      |      |      |   |       |
| Regentage (d)         | 6,9  | 5,3  | 6,0  | 4,4  | 1,8  | 0,2  | 0,1  | 0,1  | 0,1  | 1,7  | 4,4  | 6,4  | Σ | 37,4  |

| 7,2 |

| 8,6 |

| 12,3 |

| 17,4 |

| 22,7 |

| 25,6 |

| 27,9 |

| 27,1 |

| 23,1 |

| 18,5 |

| 12,8 |

| 8,5 |

| 7,2 |

| 8,6 |

| 12,3 |

| 17,4 |

| 22,7 |

| 25,6 |

| 27,9 |

| 27,1 |

| 23,1 |

| 18,5 |

| 12,8 |

| 8,5 |

## Persönlichkeiten
- Mohammed Mochber (* 1955), Politiker
- Saeid Esmaeili (* 2003), Ringer